# Оле Ескіл Дальстрем
Оле Ескіл Дальстрем (норв. Ole Eskild Dahlstrøm; народився 4 березня 1970 у м. Осло, Норвегія) — норвезький хокеїст, центральний нападник.

## Життєпис
Клубна кар'єра
Оле Ескіл Дальстрем почав свою кар'єру хокеїста в сезоні 1986/87 у складі клубу «Фурусет» і вже у 1990 році став вперше чемпіоном Норвегії. На драфті того ж року був обраний під 218-м номером клубом Міннесота Норз-Старс але так і залишився виступати за європейські команди. У сезоні 1992/93 посилив клуб «Сторгамар Драгонс» у складі якого ще тричі став чемпіоном Норвегії в 1995, 1996 та 1997 роках. У сезоні 1995/96 нападник був визнаний гравцем року в Норвегії.
Сезон 1997/98 норвежець провів у німецькому клубі «Адлер Мангейм», де встиг стати чемпіоном Німеччини. Після чого повернувся до «Сторгамар Драгонс» з яким він знову виграв норвезький чемпіонат в 2000 та 2004 роках. З 2005 по 2007, Оле Ескіл виступав за клуб «Ліллегаммер» ІК та закінчив свою кар'єру у віці 37 років.
Збірна
Виступав у складі юніорської збірної на чемпіонаті Європи 1987 року, у складі молодіжної збірної на чемпіонаті світу 1990 року. У складі національної збірної Норвегії брав участь у чемпіонатах світу 1989, 1990, 1992, 1993, 1994, 1997, 1999, 2000, 2002, 2003, 2004 та 2005 років. Також виступав на Зимових Олімпійських іграх 1992 та 1994 років.

## Нагороди та досягнення
- 1990 чемпіон Норвегії у складі ХК «Фурусет».
- 1995 чемпіон Норвегії у складі «Сторгамар Драгонс».
- 1996 чемпіон Норвегії у складі «Сторгамар Драгонс».
- 1997 чемпіон Норвегії у складі «Сторгамар Драгонс».
- 1998 чемпіон Німеччини у складі «Адлер Мангейм».
- 2000 чемпіон Норвегії у складі «Сторгамар Драгонс».
- 2004 чемпіон Норвегії у складі «Сторгамар Драгонс».